# Jusqu'à ce que la mort nous unisse
 (août 2022).
Pour plus de détails, voir Fiche technique et Distribution.
Jusqu'à ce que la mort nous unisse est un téléfilm français écrit par Yann Le Gall et réalisé par Delphine Lemoine. Il est adapté du roman éponyme de Karine Giébel publié chez Fleuve éditions en 2009.
C'est le premier téléfilm de la société de production de Stéphane Strano, Decælis Production. Il a été diffusé sur France 3 le 27 novembre 2018.

## Synopsis
Les habitants du petit village de Colmars-les-Alpes sont bouleversés après la découverte du corps sans vie d'un garde moniteur du parc du Mercantour. Contre l'avis de tous, Vincent Lapaz, guide de haute montagne, tente de convaincre l'adjudante Servane Breitenbach que son ami d'enfance a été assassiné...

## Fiche technique
- Titre original : Jusqu'à ce que la mort nous unisse
- Réalisation : Delphine Lemoine
- Scénario : Yann Le Gall
- Musique : Vincent Stora
- Production : Stéphane Strano
- Société de production : Decælis Production, avec la participation de France Télévisions, du CNC, de la région PACA, de TV5 Monde, de 13e rue, de Procirep, d'Angoa et de France Télévisions Distribution
- Durée : 95 minutes
- Genre : policier
- Pays : France
- Date de sortie : 27 novembre 2018

## Distribution
- Bruno Debrandt : Vincent Lapaz
- Ophélia Kolb : Adjudante Servane Breintenbach
- Bruno Wolkowitch : Adjudant-chef Vertoli
- Diane Robert : Nadia
- Stéphane Henon : Julien
- Alban Casterman : Hervé
- Jérémie Poppe : Mathieu
- Ilys Barillot : Émiline
- Christophe Favre : le maire
- Roméo Mariani : Théo
- Laurent Fernandez : père Alain
- Marie Le Cam : Ghislaine
- François-Dominique Blin : Pierre
- Karine Ventalon : Myriam
- Youcef Agal : Cédric
- Stéphanie Pareja : Michèle
- Mickaël Pinelli : patron du bar
- Quentin Schaub : Thomas

## Adaptation
Le téléfilm est l'adaptation du roman Jusqu'à ce que la mort nous unisse de Karine Giébel.

## Lieux de tournage
Il a été tourné à Colmars-les-Alpes, Allos et Beauvezer en région PACA.

## Distinctions
- Festival Polar de Cognac 2018 : Grand Prix du Film francophone de télévision[3].

## Audience
Le téléfilm a pris la tête des audiences le mardi soir en devançant La France a un incroyable talent sur M6 et Les Chamois sur TF1. Jusqu'à ce que la mort nous unisse a rassemblé 4,7 millions téléspectateurs, soit 20% de part d'audience (5,3 avec audiences consolidées). 

## Sources
- Le Figaro (article)
- Audience TV sur Le Parisien (article)
- Audience TV sur Télé 2 semaines (article)
- Interview Bruno Debrandt sur Télé Z (article)